# Schermen
Schermen là một đô thị thuộc huyện Jerichower Land, bang Sachsen-Anhalt, Đức. Đô thị Schermen có diện tích 11,35 km², dân số thời điểm ngày 31 tháng 12 năm 2006 là 1563 người.